# Chráněná krajinná oblast Dunajské luhy
Chráněná krajinná oblast Dunajské luhy je jedna ze čtrnácti chráněných krajinných oblastí na Slovensku. Oblast sestává z pěti samostatných částí Podunajské nížiny, které se táhnou od Bratislavy jihovýchodně ve směru toku Dunaje až ke hranicím s Maďarskem k Velkolélskému ostrovu v okrese Komárno. Její největší částí je Žitný ostrov, což je i největší říční ostrov v Evropě.
Oblast se rozkládá na území tří slovenských krajů, Bratislavského, Trnavského a Nitrianskeho, a to na katastrálních územích Baka, Bodíky, Číčov, Čunovo, Dobrohošť, Gabčíkovo, Hamuliakovo, Kalinkovo, Klížska Nemá, Kľúčovec, Kyselica, Medveďov, Mliečno, Nové Košariská, Podunajské Biskupice, Rohovce, Rusovce, Ružinov, Sap, Trávnik, Veľké Kosihy, Vojka nad Dunajom a Zlatná na Ostrove. Celkově má rozlohu 122,84 kilometrů čtverečních. V převážné většině jde o záplavová území, mokřady a různé vodní toky a vodní plochy (jezera, rybníky, vedlejší a slepá ramena řek).
Nachází se zde různé druhy mokřadní a vlhkomilné flóry a fauny, včetně endemických druhů. Na území se nacházejí četné lužní lesy. Chráněná krajinná oblast se částečně překrývá s ptačí oblastí Dunajské luhy.

## Maloplošná zvláště chráněná území
V chráněné krajinné oblasti se nachází následující maloplošná zvláště chráněná území:
Národní přírodní rezervace
- Ostrov orliaka morského
- Číčovské mŕtve rameno

Přírodní rezervace
- Zlatniansky luh
- Topoľové hony
- Gajc
- Kopáčsky ostrov
- Foráš

Přírodní památky
- Kráľovská lúka
- Panský diel

Chráněné areály
- Poľovnícky les
- Bajdeľ
- Ostrovné lúčky (zahrnuje zrušené přírodní rezervace Dunajské ostrovy a Ostrovné lúčky)